# 청룡

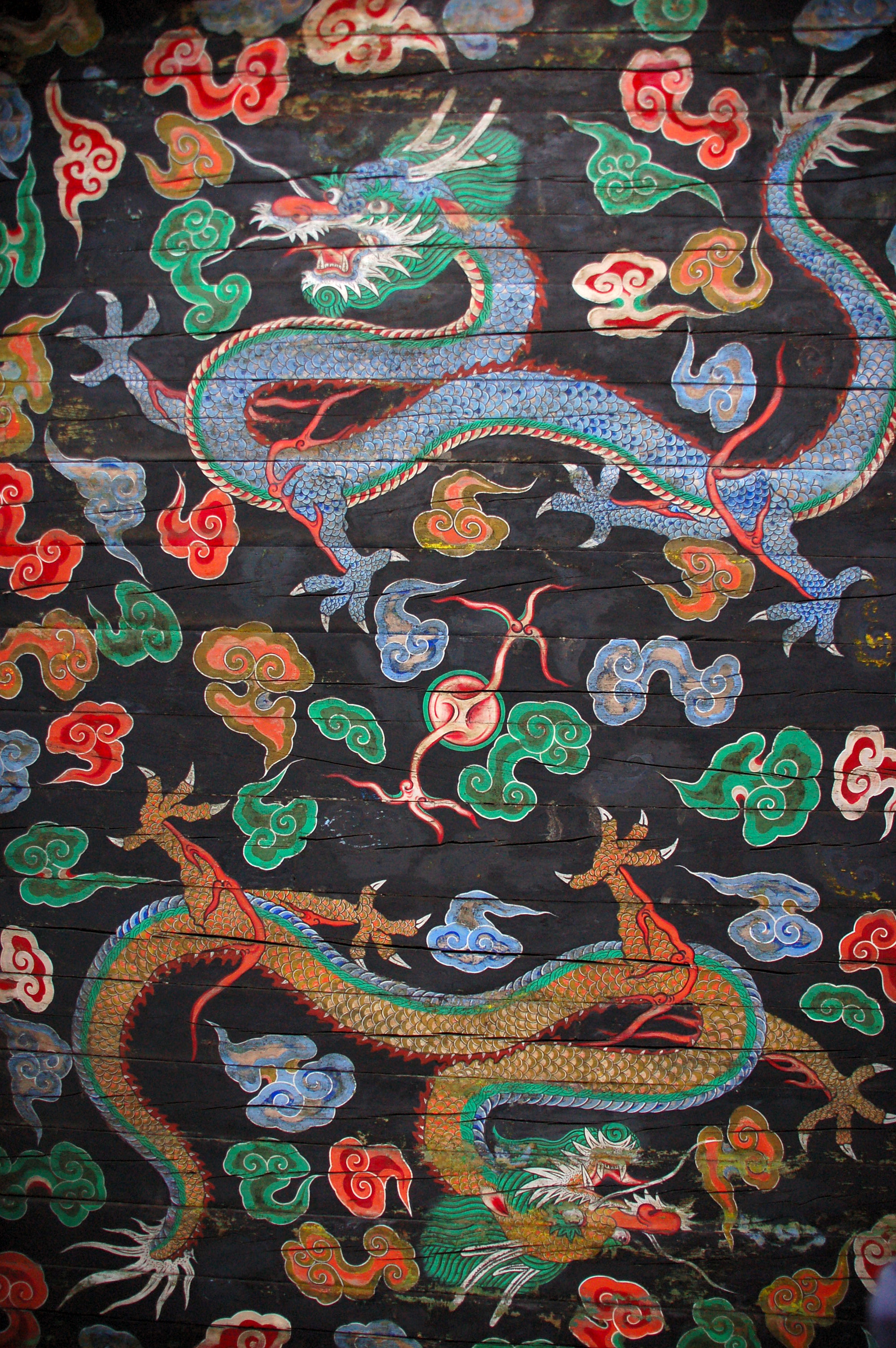
숭례문의 청룡과 황룡 그림.

청룡(靑龍, 영어: Azure Dragon)은 사신(四神)의 하나로 알려진 용의 일종이다. 모습은 일반 용과 다를 것이 하나도 없지만, 이름 그대로 몸이 푸른색을 띠고 있다.
고대의 항아리 등에 그려진 청룡은 머리만 흰색이나 황색인 경우도 있다.
오행 사상에서 청색은 생명의 시작을 알리는 동쪽을 상징하기 때문에, 청룡은 '동방을 수호하는 신성한 용'으로 여겨지며, 오행 중 나무(木)의 속성을 지니고 있고, 봄에 나타난다고 여겨졌다. 또한 바람을 다스린다고도 한다.
한국에서는 다른 사신들과 더불어 고구려와 고려의 고분 벽화에 그려져 있다. 또한 조선 시대 궁궐의 동쪽 문 천장에도 그려졌다. 예시로 현재 조선 경복궁 건춘문 천장에도 청룡(靑龍)이 있다.
도교에서 청룡을 인격신화한 이름은 동해청룡왕오광(東海青龍王敖廣)이다.

## 고분 벽화

강서대묘 벽화 중 청룡

집안과 평양의 무덤에서 청룡의 그림을 찾아볼 수 있다. 청룡의 방향이나 형태는 그림마다 약간씩 차이가 있다.
- 집안: 춤무덤(무용총), 환문총(고리무늬무덤), 삼실총, 장천1호분, 통구사신총, 오회분5호묘, 오회분4호묘
- 평양: 요동성총, 약수리벽화분, 팔청리벽화분, 대안리1호분, 고산리9호분, 쌍영총, 성총, 수렵총, 고산리1호분, 보산리벽화분, 덕화리1호분, 개마총, 호남리사신총, 진파리4호분, 진파리1호분, 내리1호분, 강서대묘, 강서중묘

## 별자리
청룡은 다음과 같은 동방의 7개 별자리군을 대표한다. 7개의 대표 별자리들은 전체가 청룡의 모양을 이룬다.
총 47개의 별자리가 있다.
- 각수: 뿔
- 항수: 목
- 저수: 가슴
- 방수: 배
- 심수: 심장
- 미수: 꼬리
- 기수: 항문

## 대중 문화 속의 청룡
- 꾸러기 수비대 - 사천왕 3호
- 디지몬 시리즈 - 청룡몬
- 유유백서 - 청룡
- 탑블레이드 - 강민(드래곤)

## 같이 보기
- 백호
- 주작
- 현무
- 동아시아의 별자리
- MBC 청룡
- 황룡

## 참고 문헌
- 이순지, 《천문류초》, 규장각, 조선초
- 전호태, 《고구려 고분벽화 연구》, 사계절, 2000